# Ironman Cairns
Der Ironman Cairns (auch Cairns Airport Ironman Cairns) ist eine jährlich im Juni stattfindende Triathlon-Sportveranstaltung über die Ironman-Distanz (3,86 km Schwimmen, 180,2 km Radfahren und 42,195 km Laufen) in Cairns auf der Kap-York-Halbinsel an der tropischen australischen Nordostküste. Seit 2016 werden hier die Ironman Asia-Pacific Championships ausgetragen.

## Organisation
Cairns liegt zwischen den beiden UNESCO-Weltnaturerben Great Barrier Reef als größtem Korallenriff der Erde und dem Daintree-Nationalpark.
2011 wurde die Erstaustragung des Rennens durch USM Events als Lizenznehmer der Challenge-Serie unter dem Namen Challenge Cairns organisiert. Trotz eines bestehenden, einen Verkauf explizit ausschließenden, Drei-Jahres-Vertrags mit der Challenge-Serie wurde USM Events im Februar 2012 vom amerikanischen Veranstalter World Triathlon Corporation (WTC) übernommen.
Da die Challenge-Serie eine Ausrichtung als Lizenznehmer der WTC als unhaltbar ansah, entzog sie der Veranstaltung, für die zu dem Zeitpunkt bereits 1300 Anmeldungen vorlagen, das Challenge-Label und die WTC trug das Rennen in Queensland erstmals am 3. Juni 2012 unter dem Namen „Ironman Cairns“ aus. Der Ironman Cairns ist Höhepunkt eines einwöchigen Festivals in Cairns, in dessen Rahmen auch ein Triathlon über die olympische Distanz, Mountainbike-Rennen, ein Volkslauf sowie ein Kindertriathlon stattfinden.

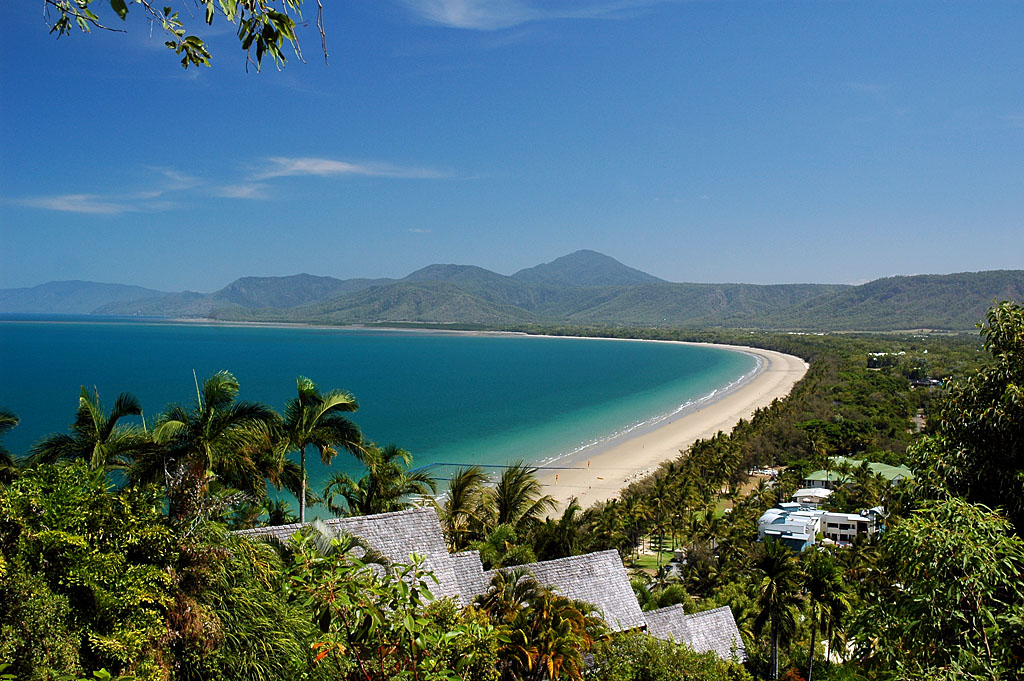
Pazifikküste zwischen Port Douglas, dem nördlichen Wendepunkt der Radstrecke, und Cairns

Amateure können sich beim Ironman Cairns über vierzig auf die einzelnen Altersklassen verteilte Qualifikationsplätze für den unter dem Namen Ironman World Championship, einem geschützten Markenzeichen der WTC, in Kailua-Kona ausgerichteten Ironman Hawaii qualifizieren. Profi-Triathleten, die um die 100.000 US-Dollar Preisgeld in Cairns kämpfen, können sich für den mit insgesamt 650.000 US-Dollar ausgeschriebenen Wettkampf in Hawaii über das Kona Pro Ranking System (KPR) qualifizieren. In Cairns erhalten Sieger und Siegerin je 2000 Punkte, weitere Platzierte eine entsprechend reduzierte Punktzahl.

Zum Vergleich: Der Sieger auf Hawaii erhält 6000 Punkte, die Sieger in Frankfurt, Texas, Florianópolis, Melbourne und Port Elizabeth jeweils 4000, bei den übrigen Ironman-Rennen entweder 1000 oder 2000 Punkte.
2014 wurde der Neuseeländer Cameron Brown in 8:20 h nur zwei Wochen vor seinem 42. Geburtstag ältester männlicher Sieger eines Ironman-Rennens.
2016 wurden hier erstmals die Ironman Asia-Pacific Championships ausgetragen. Von seiner Erstaustragung 2012 bis 2015 wurden diese Meisterschaften im Rahmen des Ironman Melbourne ermittelt.
Die ursprünglich für den 7. Juni 2020 geplante Austragung wurde im März im Rahmen der Ausbreitung des Coronavirus abgesagt, auf einen noch unbekannten Termin verschoben und schließlich am 27. September 2020 durchgeführt.
Das Rennen wurde zuletzt am 16. Juni 2024 ausgetragen.

### Streckenrekorde
Der Streckenrekord wird seit 2024 vom Australier Matt Burton mit seiner Siegerzeit mit 7:45:24 h gehalten.
Bei den Frauen wurde der Streckenrekord 2023 von der Australierin Kylie Simpson mit 8:40:53 h aufgestellt.

## Streckenführung
- Die Schwimmstrecke über 3,8 km führt über eine entgegen dem Uhrzeigersinn zu absolvierende Runde im Südpazifik mit Start und Ziel an der Williams Promenade in Palm Cove, einer Touristensiedlung ca. 27 km nördlich von Cairns, unterbrochen durch einen Landgang nach der Hälfte der Strecke. Da die Veranstaltung im weitgehend regenfreien australischen Winter stattfindet, beträgt die Wassertemperatur typischerweise 24 °C bei einer mittleren Tageshöchsttemperatur von 26 °C.[14] Der Wettkampf findet gegen Ende der Quallensaison statt. Sollten wegen einer Wassertemperatur von über 26 °C Neoprenanzüge nicht gestattet sein, ist die Nutzung von Quallenschutzanzügen o. ä. empfohlen.[15]

Der Start erfolgt als Landstart, wobei zunächst männliche und weibliche Profis in separaten Startgruppen ihr Rennen beginnen. Seit 2015 findet für die Amateure ein rollierender Start statt. Die Teilnehmer, die in vier Startblöcke entsprechend der erwarteten Schwimmzeiten eingeteilt werden, erhalten jeweils in Gruppen von einem halben Dutzend Athleten gleichzeitig die Startfreigabe, die individuelle Wettkampfzeit wird mittels Transpondern und zu überlaufender Zeitnahmematten gemessen. Vorteil dieser Maßnahme ist, dass hierdurch die Teilnehmer frühzeitig entzerrt werden und so Pulkbildung auf der Radstrecke vermieden wird. Nachteil ist, dass aus der Reihenfolge des Zieleinlaufs nicht auf die Reihenfolge in der Wertung geschlossen werden kann.
- Die Radstrecke führt mit mehreren Wendepunkten auf einer hügeligen und kurvenreichen Strecke auf dem Captain Cook Highway zwischen dem tropischen Regenwald und der Pazifikküste entlang. Zunächst fahren die Athleten in Richtung Norden bis zum Wendepunkt in Port Douglas, dann auf der gleichen Strecke zurück zum zweiten Wendepunkt ca. 6 km südlich von Wangetti, um zum zweiten Mal den Wendepunkt in Port Douglas zu passieren. Anschließend führt die Strecke (ohne erneut zu wenden) am zweiten Wendepunkt und dem Flughafen von Cairns vorbei zum Fogarty Park in Cairns, wo sich die zweite Wechselzone befindet. Das Fahren im Windschatten ist nicht zulässig, der Mindestabstand beim Ironman Cairns beträgt zwölf Meter (sieben Radlängen) und Überholvorgänge sind in 25 Sekunden abzuschließen.[15]

- Die flache Laufstrecke erstreckt sich über drei Runden mit je drei Wendepunkten auf der Promenade von Cairns, der Zieleinlauf befindet sich an der zweiten Wechselzone. Wegen der Nähe zum Äquator ist der Zieleinlauf für einen großen Teil der Athleten nach Sonnenuntergang, die Teilnehmer erhalten daher an den Verpflegungsständen Leuchtstäbe. Das Ziel wird 17 Stunden nach dem Start des letzten Athleten geschlossen.[15]

## Siegerliste
| Datum/Jahr    | Männer            | Männer         | Männer          | Frauen                 | Frauen           | Frauen          |
| Datum/Jahr    | Erster Platz      | Zweiter Platz  | Dritter Platz   | Erster Platz           | Zweiter Platz    | Dritter Platz   |
| ------------- | ----------------- | -------------- | --------------- | ---------------------- | ---------------- | --------------- |
| 2026          |                   |                |                 |                        |                  |                 |
| 15. Juni 2025 | Matthew Marquardt | Nick Thompson  | Henrik Gösch    | Jackie Hering          | Hannah Berry     | Lotte Wilms     |
| 16. Juni 2024 | Matt Burton (SR)  | Braden Currie  | Mike Phillips   | Hannah Berry           | Lotte Wilms      | Kylie Simpson   |
| 18. Juni 2023 | Braden Currie -3- | Steve McKenna  | Tim Van Berkel  | Kylie Simpson -2- (SR) | Radka Kahlefeldt | Penny Slater    |
| 12. Juni 2022 | Max Neumann -3-   | Braden Currie  | Sam Appleton    | Sarah Crowley -2-      | Radka Kahlefeldt | Kiley Simpson   |
| 6. Juni 2021  | Max Neumann -2-   | Tim Van Berkel | Joshua Amberger | Kylie Simpson          | Amelia Watkinson | Chloe Lane      |
| 27. Sep. 2020 | Max Neumann       | Tim Van Berkel | Joshua Amberger | Amelia Watkinson       | Sarah Crowley    | Renee Kiley     |
| 9. Juni 2019  | Braden Currie -2- | Tim Van Berkel | David Dellow    | Teresa Adam -2-        | Sarah Crowley    | Kaisa Sali      |
| 10. Juni 2018 | Braden Currie     | Javier Gómez   | Terenzo Bozzone | Teresa Adam            | Mirinda Carfrae  | Beth McKenzie   |
| 11. Juni 2017 | Joshua Amberger   | Joseph Gambles | Braden Currie   | Sarah Crowley          | Sarah Piampiano  | Kristin Möller  |
| 12. Juni 2016 | Tim Van Berkel    | David Dellow   | Pete Jacobs     | Jodie Swallow          | Linsey Corbin    | Sarah Crowley   |
| 14. Juni 2015 | Luke McKenzie -2- | Cameron Brown  | Dylan McNeice   | Liz Blatchford -3-     | Gina Crawford    | Michelle Bremer |
| 8. Juni 2014  | Cameron Brown     | Tim Van Berkel | Peter Robertson | Liz Blatchford -2-     | Melanie Burke    | Åsa Lundström   |
| 9. Juni 2013  | Luke McKenzie     | Tim Van Berkel | Chris McCormack | Liz Blatchford         | Gina Crawford    | Stephanie Jones |
| 3. Juni 2012  | David Dellow      | Cameron Brown  | Jimmy Johnsen   | Carrie Lester          | Belinda Harper   | Candice Hammond |

| Ironman Asia-Pacific Championships |

Im Juni 2011 wurde das Langdistanz-Rennen unter dem Namen „Challenge Cairns“ im Rahmen der Challenge-Rennserie ausgetragen.
| Datum/Jahr   | Männer          | Männer        | Männer         | Frauen       | Frauen            | Frauen        |
| Datum/Jahr   | Erster Platz    | Zweiter Platz | Dritter Platz  | Erster Platz | Zweiter Platz     | Dritter Platz |
| ------------ | --------------- | ------------- | -------------- | ------------ | ----------------- | ------------- |
| 5. Juni 2011 | Chris McCormack | Matt White    | Tim Van Berkel | Rebekah Keat | Michelle Mitchell | Carrie Lester |